# Elina Gússeva
Elina Gússeva   (Aşgabat, 20 de gener de 1964) és una exjugadora d'handbol turkmana de naixement, però posteriorment nacionalitzada russa, que va competir sota bandera de la Unió Soviètica i de l'Equip Unificat, durant les dècades de 1980 i 1990.
El 1988 va prendre part en els Jocs Olímpics de Seül, on guanyà la medalla de bronze en la competició d'handbol. Quatre anys més tard, als Jocs de Barcelona, revalidà la medalla de bronze. En el seu palmarès també destaquen dues medalles d'or al campionat del món d'handbol, el 1986 i 1990.
A nivell de clubs jugà a l'Avtomobilist de Bakú.